# Saint-Romain-au-Mont-d'Or
Saint-Romain-au-Mont-d'Or és un municipi francès, situat a la metròpoli de Lió i a la regió de Alvèrnia - Roine-Alps. L'any 2007 tenia 1.069 habitants.

## Demografia

### Població
El 2007 la població de fet de Saint-Romain-au-Mont-d'Or era de 1.069 persones. Hi havia 394 famílies de les quals 84 eren unipersonals (24 homes vivint sols i 60 dones vivint soles), 147 parelles sense fills, 159 parelles amb fills i 4 famílies monoparentals amb fills.
La població ha evolucionat segons el següent gràfic:
Habitants censats

### Habitatges
El 2007 hi havia 417 habitatges, 401 eren l'habitatge principal de la família, 1 era una segona residència i 15 estaven desocupats. 342 eren cases i 76 eren apartaments. Dels 401 habitatges principals, 299 estaven ocupats pels seus propietaris, 92 estaven llogats i ocupats pels llogaters i 10 estaven cedits a títol gratuït; 7 tenien una cambra, 22 en tenien dues, 60 en tenien tres, 93 en tenien quatre i 220 en tenien cinc o més. 291 habitatges disposaven pel capbaix d'una plaça de pàrquing. A 144 habitatges hi havia un automòbil i a 227 n'hi havia dos o més.

### Piràmide de població
La piràmide de població per edats i sexe el 2009 era:
| Homes | Edats   | Dones |
| ----- | ------- | ----- |
| 0     | 95 o +  | 0     |
| 0     | 90 a 94 | 0     |
| 4     | 85 a 89 | 4     |
| 8     | 80 a 84 | 8     |
| 16    | 75 a 79 | 16    |
| 12    | 70 a 74 | 20    |
| 32    | 65 a 69 | 16    |
| 16    | 60 a 64 | 36    |
| 28    | 55 a 59 | 20    |
| 44    | 50 a 54 | 44    |
| 56    | 45 a 49 | 20    |
| 28    | 40 a 44 | 56    |
| 28    | 35 a 39 | 40    |
| 12    | 30 a 34 | 28    |
| 40    | 25 a 29 | 24    |
| 8     | 20 a 24 | 20    |
| 24    | 15 a 19 | 48    |
| 52    | 10 a 14 | 32    |
| 20    | 5 a 9   | 40    |
| 24    | 0 a 4   | 36    |

## Economia
El 2007 la població en edat de treballar era de 681 persones, 476 eren actives i 205 eren inactives. De les 476 persones actives 453 estaven ocupades (240 homes i 213 dones) i 23 estaven aturades (10 homes i 13 dones). De les 205 persones inactives 66 estaven jubilades, 95 estaven estudiant i 44 estaven classificades com a «altres inactius».

### Ingressos
El 2009 a Saint-Romain-au-Mont-d'Or hi havia 399 unitats fiscals que integraven 1.075,5 persones, la mediana anual d'ingressos fiscals per persona era de 27.043 €.

### Activitats econòmiques
Dels 72 establiments que hi havia el 2007, 1 era d'una empresa de fabricació d'altres productes industrials, 14 d'empreses de construcció, 15 d'empreses de comerç i reparació d'automòbils, 4 d'empreses d'hostatgeria i restauració, 8 d'empreses d'informació i comunicació, 2 d'empreses financeres, 8 d'empreses immobiliàries, 13 d'empreses de serveis, 6 d'entitats de l'administració pública i 1 d'una empresa classificada com a «altres activitats de serveis».
Dels 15 establiments de servei als particulars que hi havia el 2009, 1 era un taller de reparació d'automòbils i de material agrícola, 2 paletes, 1 guixaire pintor, 1 fusteria, 2 lampisteries, 1 electricista, 3 restaurants i 4 agències immobiliàries.

## Equipaments sanitaris i escolars
El 2009 hi havia una escola elemental.

## Poblacions més properes
El següent diagrama mostra les poblacions més properes.